# 教授 (官名)
教授，即儒學教授，為中國古代文官官職名，在清朝之位階為正七品。教授為基層官員編制之一，配置於京師、外省各府，京府的儒學教授職有分滿人、漢人教授之別。職務為官學之儒学教師與行政人員。1910年代，清朝滅亡後，該官職廢除。